# Општина Ла Паз (Мексико)
Ла Паз (шп. La Paz) општина је у Мексику у савезној држави Мексико. Општина се налази на надморској висини од 2260 м.

## Становништво
Према подацима из 2010. у општини је живело 253845 становника.

### Хронологија
| Година       | 2000                     | 2005                     | 2010                     |
| ------------ | ------------------------ | ------------------------ | ------------------------ |
| Становништво | 212694 (104744 / 107950) | 232546 (114004 / 118542) | 253845 (123956 / 129889) |

### Попис
| \| \| м \| \| \| ж \| \| 0—2 \| 7.468 \| \| \| 7.203 \| \| 3—5 \| 8.057 \| \| \| 7.680 \| \| 6—11 \| 15.779 \| \| \| 15.574 \| \| 12—14 \| 7.595 \| \| \| 7.220 \| \| 15—17 \| 7.907 \| \| \| 7.849 \| \| 18—24 \| 16.243 \| \| \| 16.768 \| \| 60+ \| 7.236 \| \| \| 8.250 \| \| Просек : \| 27,7 \| \| \| 28,7 \| |        |  |  |        |
| |        |  |  |        |
| | м      |  |  | ж      |
| 0—2 | 7.468  |  |  | 7.203  |
| 3—5 | 8.057  |  |  | 7.680  |
| 6—11 | 15.779 |  |  | 15.574 |
| 12—14 | 7.595  |  |  | 7.220  |
| 15—17 | 7.907  |  |  | 7.849  |
| 18—24 | 16.243 |  |  | 16.768 |
| 60+ | 7.236  |  |  | 8.250  |
| Просек : | 27,7   |  |  | 28,7   |

| #   | Индикатор                                                                                        | Вредност |
| --- | ------------------------------------------------------------------------------------------------ | -------- |
| 1   | Становништво од 0 до 2 године                                                                    | 14671    |
| 2   | Мушко становништво од 0 до 2 године                                                              | 7468     |
| 3   | Женско становништво од 0 до 2 године                                                             | 7203     |
| 4   | Становништво са 3 и више година                                                                  | 237380   |
| 5   | Мушко становништво са 3 и више година                                                            | 115588   |
| 6   | Женско становништво са 3 и више година                                                           | 121792   |
| 7   | Становништво са 5 и више година                                                                  | 226843   |
| 8   | Мушко становништво са 5 и више година                                                            | 110205   |
| 9   | Женско становништво са 5 и више година                                                           | 116638   |
| 10  | Становништво са 12 и више година                                                                 | 190290   |
| 11  | Мушко становништво са 12 и више година                                                           | 91752    |
| 12  | Женско становништво са 12 и више година                                                          | 98538    |
| 13  | Становништво са 15 и више година                                                                 | 175475   |
| 14  | Мушко становништво са 15 и више година                                                           | 84157    |
| 15  | Женско становништво са 15 и више година                                                          | 91318    |
| 16  | Становништво са 18 и више година                                                                 | 159719   |
| 17  | Мушко становништво са 18 и више година                                                           | 76250    |
| 18  | Женско становништво са 18 и више година                                                          | 83469    |
| 19  | Становништво од 3 до 5 година                                                                    | 15737    |
| 20  | Мушко становништво од 3 до 5 година                                                              | 8057     |
| 21  | Женско становништво од 3 до 5 година                                                             | 7680     |
| 22  | Становништво од 6 до 11 година                                                                   | 31353    |
| 23  | Мушко становништво од 6 до 11 година                                                             | 15779    |
| 24  | Женско становништво од 6 до 11 година                                                            | 15574    |
| 25  | Становништво од 8 до 14 година                                                                   | 35625    |
| 26  | Мушко становништво од 8 до 14 година                                                             | 18114    |
| 27  | Женско становништво од 8 до 14 година                                                            | 17511    |
| 28  | Становништво од 12 до 14 година                                                                  | 14815    |
| 29  | Мушко становништво од 12 до 14 година                                                            | 7595     |
| 30  | Женско становништво од 12 до 14 година                                                           | 7220     |
| 31  | Становништво од 15 до 17 година                                                                  | 15756    |
| 32  | Мушко становништво од 15 до 17 година                                                            | 7907     |
| 33  | Женско становништво од 15 до 17 година                                                           | 7849     |
| 34  | Становништво од 18 до 24 године                                                                  | 33011    |
| 35  | Мушко становништво од 18 до 24 године                                                            | 16243    |
| 36  | Женско становништво од 18 до 24 године                                                           | 16768    |
| 37  | Женско становништво од 15 до 49 година                                                           | 73320    |
| 38  | Становништво са 60 и више година                                                                 | 15486    |
| 39  | Мушко становништво са 60 и више година                                                           | 7236     |
| 40  | Женско становништво са 60 и више година                                                          | 8250     |
| 41  | Однос између мушкараца и жена                                                                    | 95.43    |
| 42  | Становништво од нуле до 14 година                                                                | 76576    |
| 43  | Становништво од 15 до 64 године                                                                  | 166052   |
| 44  | Становништво од 65 година и више                                                                 | 9423     |
| 45  | Просечан број деце                                                                               | 2.16     |
| 46  | Становништво рођено у ентитету                                                                   | 123047   |
| 47  | Мушко становништво рођено у ентитету                                                             | 60753    |
| 48  | Женско становништво рођено у ентитету                                                            | 62294    |
| 49  | Становништво рођено у другом ентитету                                                            | 128223   |
| 50  | Мушко становништво рођено у другом ентитету                                                      | 61905    |
| 51  | Женско становништво рођено у другом ентитету                                                     | 66318    |
| 52  | Становништво од 5 година и више резидентно у ентитету у јуну 2005. године                        | 210867   |
| 53  | Мушко становништво старосног доба од 5 година и више, резидентно у ентитету у јуну 2005. године  | 102245   |
| 54  | Женско становништво старосног доба од 5 и више година, резидентно у ентитету у јуну 2005. године | 108622   |
| 55  | Становништво од 5 година и више које је живело у другом ентитету у јуну 2005. године             | 14392    |
| 56  | Мушко становништво старије од 5 година које је живело у другом ентитету у јуну 2005. године      | 7031     |
| 57  | Женско становништво старије од 5 година које је живело у другом ентитету у јуну 2005. године     | 7361     |
| 58  | Становништво од 3 године и више које говори аутохтони језик                                      | 7249     |
| 59  | Мушко становништво старо 3 године и више које говори аутохтони језик                             | 3591     |
| 60  | Женско становништво старо 3 године и више које говори аутохтони језик                            | 3658     |
| 61  | Становништво од 3 године и више које говори аутохтони језик и не говори шпански језик            | 44       |
| 62  | Мушко становништво старо 3 године и више које говори аутохтони језик и не говори шпански         | 18       |
| 63  | Женско становништво старо 3 године и више које говори аутохтони језик и не говори шпански језик  | 26       |
| 64  | Становништво старо 3 године и више које говори аутохтони језик и шпански                         | 6708     |
| 65  | Мушко становништво старо 3 године и више које говори аутохтони језик и шпански                   | 3323     |
| 66  | Женско становништво старо 3 године и више које говори аутохтони језик и шпански                  | 3385     |
| 67  | Становништво од 5 година и више које говори аутохтони језик                                      | 7217     |
| 68  | Становништво од 5 година и више које говори аутохтони језик и не говори шпански језик            | 43       |
| 69  | Становништво од 5 година и више које говори аутохтони језик и говори шпански језик               | 6688     |
| 70  | Становништво у домородачким домаћинствима                                                        | 18869    |
| 71  | Становништво са ограничењима у активностима                                                      | 9828     |
| 72  | Становништво са ограниченим ходањем или кретањем, горе или доле                                  | 4727     |
| 73  | Становници са ограничењима вида, чак и уз кориштење сочива                                       | 3454     |
| 74  | Становништво са ограничењима говора, комуникације или конверзације                               | 780      |
| 75  | Становништво са ограниченим слухом                                                               | 972      |
| 76  | Становништво са ограничењима при одевању, купању или јелу                                        | 387      |
| 77  | Становништво са ограничењима у опажању или учењу једноставних ствари                             | 493      |
| 78  | Становништво са менталним ограничењима                                                           | 832      |
| 79  | Становништво без ограничења активности                                                           | 241661   |
| 80  | Становништво од 3 до 5 година које не похађа школу                                               | 8168     |
| 81  | Мушко становништво од 3 до 5 година које не похађа школу                                         | 4195     |
| 82  | Женско становништво од 3 до 5 година које не похађа школу                                        | 3973     |
| 83  | Становништво од 6 до 11 година које не похађа школу                                              | 852      |
| 84  | Мушко становништво од 6 до 11 година које не похађа школу                                        | 450      |
| 85  | Женско становништво од 6 до 11 година које не похађа школу                                       | 402      |
| 86  | Становништво од 12 до 14 година које не похађа школу                                             | 933      |
| 87  | Мушко становништво од 12 до 14 година које не похађа школу                                       | 521      |
| 88  | Женско становништво од 12 до 14 година које не похађа школу                                      | 412      |
| 89  | Становништво од 15 до 17 година похађа школу                                                     | 10929    |
| 90  | Мушко становништво од 15 до 17 година похађа школу                                               | 5357     |
| 91  | Женско становништво између 15 и 17 година живота у школи                                         | 5572     |
| 92  | Становништво од 18 до 24 године похађа школу                                                     | 8387     |
| 93  | Мушко становништво од 18 до 24 године похађа школу                                               | 4213     |
| 94  | Женско становништво од 18 до 24 године похађа школу                                              | 4174     |
| 95  | Становништво од 8 до 14 година које не може да чита и пише                                       | 726      |
| 96  | Мушко становништво старосног доба од 8 до 14 година које не може да чита и пише                  | 399      |
| 97  | Женско становништво старосног доби од 8 до 14 година које не може да чита и пише                 | 327      |
| 98  | Становништво од 15 година и више које је неписмено                                               | 6522     |
| 99  | Мушко становништво од 15 година и више које је неписмено                                         | 2097     |
| 100 | Женско становништво од 15 година и више које је неписмено                                        | 4425     |
| 101 | Становништво старо 15 и више година без школовања                                                | 8068     |
| 102 | Мушко становништво старо 15 и више година без школовања                                          | 2936     |
| 103 | Женско становништво старо 15 и више година без школовања                                         | 5132     |
| 104 | Становништво старосног доба 15 и више година са непотпуним основним образовањем                  | 17242    |
| 105 | Мушко становништво старосног доба од 15 година и више са непотпуном основним образовањем         | 7533     |
| 106 | Женско становништво старосног доба 15 и више година са непотпуном основним образовањем           | 9709     |
| 107 | Становништво старо 15 и више година са комплетним основним образовањем                           | 30040    |
| 108 | Мушко становништво старо 15 година и више са комплетним основним образовањем                     | 13622    |
| 109 | Женско становништво старо 15 и више година са комплетним основним образовањем                    | 16418    |
| 110 | Становништво старосног доба 15 и више година са непотпуним средњим образовањем                   | 10800    |
| 111 | Мушко становништво старосног доба од 15 година и више са непотпуним средњим образовањем          | 5929     |
| 112 | Женско становништво старосног доба од 15 година и више са непотпуним средњим образовањем         | 4871     |
| 113 | Становништво старо 15 и више година са пуним секундарном образовањем                             | 48100    |
| 114 | Мушко становништво старосног доба од 15 година и више са пуним секундарном образовањем           | 24314    |
| 115 | Женско становништво старосног доба од 15 година и више са пуним секундарном образовањем          | 23786    |
| 116 | Становништво старије од 18 година са постосновним образовањем                                    | 54725    |
| 117 | Мушко становништво старије од 18 година са постосновним образовањем                              | 26981    |
| 118 | Женско становништво старије од 18 година са постосновним образовањем                             | 27744    |
| 119 | Просечна оцена школовања                                                                         | 8.69     |
| 120 | Просечан ниво образовања мушке популације                                                        | 8.89     |
| 121 | Просечан ниво образовања женског становништва                                                    | 8.51     |
| 122 | Економски активно становништво                                                                   | 105236   |
| 123 | Економски активна мушка популација                                                               | 69029    |
| 124 | Економски активна женска популација                                                              | 36207    |
| 125 | Становништво које није економски активно                                                         | 84505    |
| 126 | Мушко становништво које није економски активно                                                   | 22415    |
| 127 | Женско становништво које није економски активно                                                  | 62090    |
| 128 | Запослено становништво                                                                           | 100134   |
| 129 | Запослено мушко становништво                                                                     | 65006    |
| 130 | Запослено женско становништво                                                                    | 35128    |
| 131 | Незапослена популација                                                                           | 5102     |
| 132 | Незапослена мушка популација                                                                     | 4023     |
| 133 | Незапослена женска популација                                                                    | 1079     |
| 134 | Становништво без права на здравствене услуге                                                     | 121372   |
| 135 | Становништво које има право на здравствене услуге                                                | 130426   |
| 136 | Становништво које има право на ИМСС                                                              | 64088    |
| 137 | Становништво које има право на социјално осигурање                                               | 14636    |
| 138 | Становништво које има право на државно социјално осигурање                                       | 3002     |
| 139 | Становништво које има право на опште осигурање или здравствено осигурање за нову генерацију      | 39320    |
| 140 | Становништво које је било једном или није било у браку током 12 година и више                    | 65651    |
| 141 | Венчано или уједињено становништво од 12 година и више                                           | 104628   |
| 142 | Становништво које је било у браку или уједињено 12 година и више                                 | 19752    |
| 143 | Становништво са католичком религијом                                                             | 214912   |
| 144 | Протестанти, еванђелисти и библијски следбеници различити од еванђелиста                         | 20830    |
| 145 | Становништво са другим религијама различитим од претходних                                       | 422      |
| 146 | Становништво без религије                                                                        | 9265     |
| 147 | Укупно пописаних домаћинства                                                                     | 61913    |
| 148 | Пописна домаћинства на челу са мушкарцима                                                        | 46329    |
| 149 | Пописна домаћинства на челу са женама                                                            | 15584    |
| 150 | Становништво у пописним домаћинствима                                                            | 252034   |
| 151 | Становништво у пописним домаћинствима на челу са мушкарцима                                      | 195133   |
| 152 | Становништво у пописним домаћинствима на челу са женама                                          | 56901    |
| 153 | Укупно домаћинстава                                                                              | 70536    |
| 154 | Укупно насељених домаћинстава                                                                    | 62492    |
| 155 | Укупно приватних кућа                                                                            | 69957    |
| 156 | Насељени приватни домови                                                                         | 61913    |
| 157 | Укупно насељених приватних кућа                                                                  | 62488    |
| 158 | Ненасељене приватне куће                                                                         | 6148     |
| 159 | Појединачна домаћинства за привремену употребу                                                   | 1896     |
| 160 | Становници у насељеним приватним кућама                                                          | 252034   |
| 161 | Насељеност станара у приватним становима                                                         | 4.07     |
| 162 | Просечно становника по соби у приватним насељеним домаћинствима                                  | 1.21     |
| 163 | Појединачна домаћинства са подовима од различитих материјала од земље                            | 58622    |
| 164 | Појединачна домаћинства у приземљу                                                               | 3073     |
| 165 | Појединачна домаћинства са једном спаваћом собом                                                 | 28083    |
| 166 | Појединачна домаћинства са две спаваће собе и више                                               | 33676    |
| 167 | Појединачна домаћинства са једним собом                                                          | 8098     |
| 168 | Појединачна домаћинства са две собе                                                              | 14094    |
| 169 | Појединачна домаћинства са 3 собе и више                                                         | 39447    |
| 170 | Појединачна домаћинства која имају електрично светло                                             | 61232    |
| 171 | Појединачна домаћинства која немају електрично светло                                            | 502      |
| 172 | Појединачна домаћинства која имају водоводну воду у стамбеном простору                           | 53377    |
| 173 | Појединачна домаћинства која немају водоводну воду у стамбеном простору                          | 8315     |
| 174 | Појединачна домаћинства која имају тоалет                                                        | 61342    |
| 175 | Појединачна домаћинства која имају канализацију                                                  | 60461    |
| 176 | Појединачна домаћинства која немају канализацију                                                 | 1218     |
| 177 | Појединачна домаћинства која имају електрично светло, довод воде из јавне мреже и канализацију   | 52703    |
| 178 | Појединачна домаћинства без икаквих услова                                                       | 551      |
| 179 | Појединачна домаћинства која имају радио                                                         | 53866    |
| 180 | Појединачна домаћинства која имају телевизор                                                     | 59703    |
| 181 | Појединачна домаћинства која имају фрижидер                                                      | 48603    |
| 182 | Појединачна домаћинства која имају машину за веш                                                 | 39989    |
| 183 | Појединачна домаћинства која имају аутомобил или комби                                           | 19287    |
| 184 | Појединачна домаћинства која имају рачунар                                                       | 15788    |
| 185 | Појединачна домаћинства која имају фиксну телефонску линију                                      | 30895    |
| 186 | Појединачна домаћинства која имају мобилни телефон                                               | 41038    |
| 187 | Појединачна домаћинства која имају приступ интернету                                             | 10626    |